# Lesní divadlo Krč
Lesní divadlo v Krči v Praze 4 se nacházelo mezi ulicemi Nad Lesním divadlem a Zálesí, v lokalitě Velký háj na zalesněném svahu, který klesá od Sídliště Novodvorská k Jižní spojce. Je po něm pojmenovaná ulice Nad Lesním divadlem a vrch Nad Lesním divadlem (275 m n. m.), pod kterým bylo zřízeno.

## Historie
Lesní divadlo v bývalé Dolní Krči vzniklo z iniciativy a za finanční podpory lékaře Jana Šimsy roku 1913 na pozemcích statkáře Welze poblíž bývalého Šimsova sanatoria. Hrálo se zde ochotnické i profesionální divadlo a provozoval jej Sokol Krč. První hru Princezna Pampeliška nastudovali ochotníci souboru Vlast. Soubor sídlil v hostinci U Klimšů, kde později vznikl biograf (zbořeno v 80. letech 20. století). Hrálo se v neděli odpoledne mezi 1. květnem a polovinou září za nízké vstupné, ze kterého ochotníci přispívali na stavbu nové sokolovny.
Také v Krči u Prahy ve velmi příznivé poloze krčského lesíčka vytvořila si Tělocvičná jednota Sokol po stránce polohové i technické velmi krásnou přírodní scénu, která může býti vzorem všem ostatním divadlům pod širým nebem: pohodlné hlediště na svahu pod stromy, vhodně adaptované a upravené jeviště s orchestrem, v pozadí les, který s protilehlým návrším tvoří vzácné prostředí pro přírodní divadlo.
Antonín Skála: Divadlo v přírodě, 1930
Divadlo inspirovalo vybudování přírodních divadel v Řevnicích (1918) a v Braníku (1925). Jeho aktivitu podporovali například básník František Serafínský Procházka a spisovatel Antal Stašek, kteří žili v nedaleké vilové čtvrti. Roku 1932, k 20. výročí otevření, provedlo amatérské Opera studio operu V studni.
Byla hrána za svitu opravdové luny a praskotu skutečných svatojánských ohňů za nádherného letního večera.
citace z program k Bendlovu Starému ženichovi v Divadle Na Slupi v listopadu 1932
Požár roku 1935 zničil vše kromě zděných staveb. Po obnově hrála v Krči až do 2. světové války pobočná scéna nuselské Fidlovačky „Tyláčku“ a v letech 1939-1945 Divadla pražských předměstí. Rok před koncem války získala scéna podle projektu loutkářského režiséra Jana Malíka speciální pavilon pro maňáskové divadlo. V poválečných letech měli kromě Městských divadel pražských více než třetinu představení opět ochotníci. Celkem se v Lesním divadle uskutečnilo více než 600 představení a jeho poslední hrou se roku 1951 stala Vojnarka. V letech 1948 až 1954 provozovalo Lestní divadlo družstvo Umění lidu a jeho provoz byl ztrátový. Po pokusech o znovuoživení prostoru byl koncem roku 1957 dán souhlas s likvidací. V roce 1958 byly zchátralé objekty divadla zbořeny.

## Popis

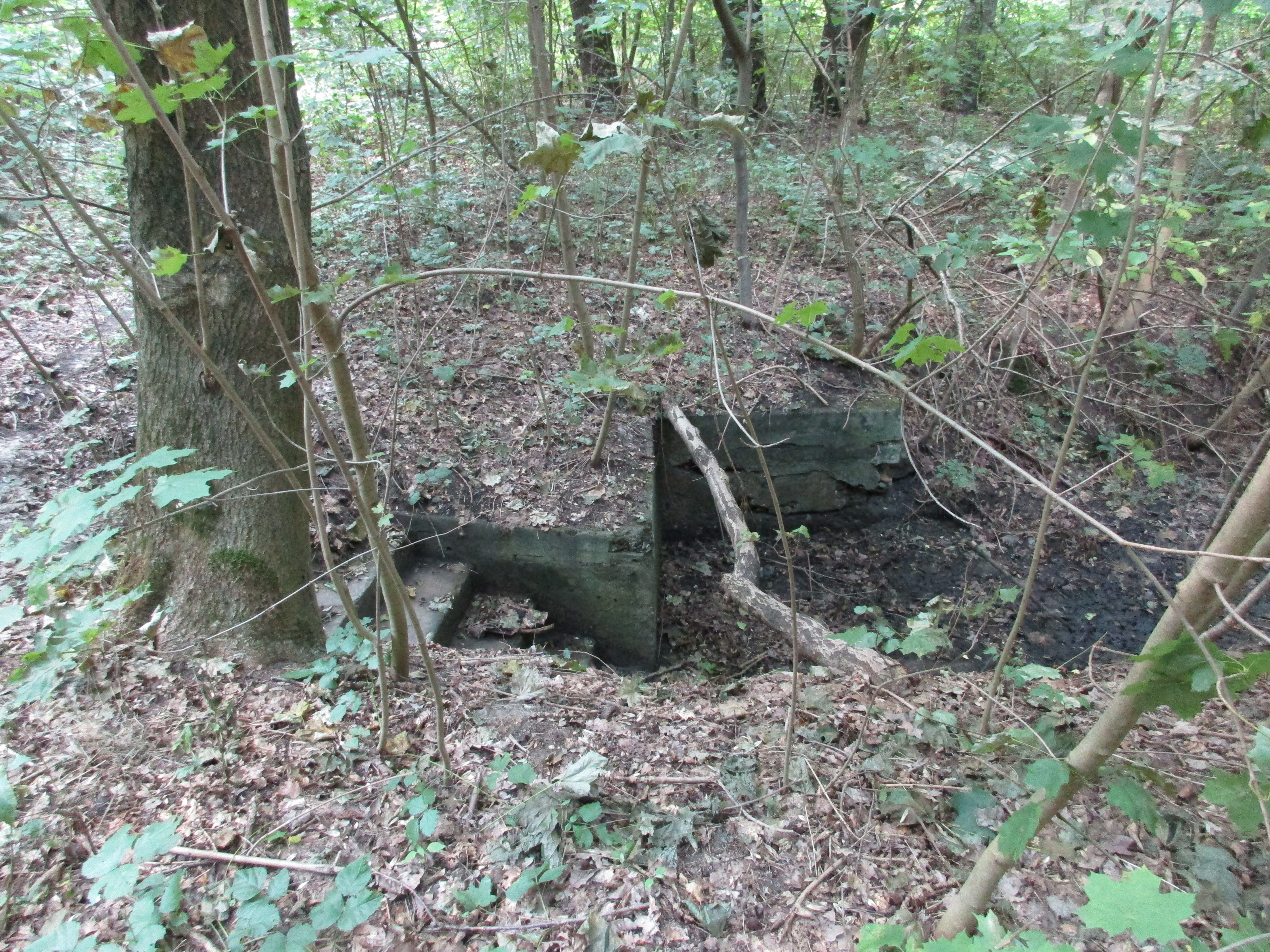
Schůdky u nápovědní budky

Areál divadla měl tři vstupní brány s věžičkami a celý byl oplocen sloupky s drátěným pletivem. Od vilové čtvrti k němu vedla cesta přes ulici Zálesí, od krčského nádraží stezkou Antala Staška okolo pomníku padlým a z jihu od bývalého sanatoria úvozovou cestou a po můstku přes potok, za kterým byl kiosek s občerstvením. Za můstkem přes potok se jeviště nacházelo po pravé straně, vlevo byl ve stráni přírodní půlkruhový amfiteátr s dřevěnými sedačkami otevřený jihozápadním směrem. Roku 1923 lesní divadlo pojalo až 5500 diváků, mělo 500 míst k sezení a 5000 k stání.
Po likvidaci zůstaly z amfiteátru jen zbytky lavic a betonová nápovědní budka se schůdky, jedno z přístupových schodišť a zbytek zdi při bývalém můstku přes potok, který divadlem protéká.